# Mu Arae e
Mu Arae e, o Sancho, è un pianeta extrasolare che fa parte del sistema della stella Mu Arae, la cui scoperta fu annunciata il 13 giugno 2002. Mu Arae e è un gigante gassoso avente una massa almeno 1,8 maggiore quella di Giove. Il pianeta orbita a una distanza stimata in 5,235 UA, quindi molto simile a quella di Giove.
Come gli altri pianeti scoperti in questo sistema solare, prende nome da uno dei personaggi del Don Chisciotte di Cervantes, in questo caso Sancio Panza (in spagnolo Sancho Panza).